# Heikki Aho (réalisateur)
Pour les articles homonymes, voir Heikki Aho.
Heikki Taavetti Aho (né le 29 mai 1895 à Hausjärvi et mort le 27 avril 1961 à Helsinki est un photographe, réalisateur, directeur de la photographie finlandais.

## Biographie
Né à Hausjärvi, Heikki Taavetti Aho est le fils aîné de l'écrivain Juhani Aho et de sa femme artiste Venny Soldan-Brofeldt.
Heikki Aho a grandi dans la villa familiale Ahola à Järvenpää.
Heikki Aho a un frère Antti et un demi-frère Björn Soldan.
Björn Soldan est né de Juhani Aho et de la sœur cadette de Venny, Mathilda Soldan.
Au cours des années 1910, il étudie l'ingénierie à l'université technologique d'Helsinki. Au cours de la guerre civile finlandaise de 1918, il sert dans l'administration rouge, et il est fait prisonnier par la garde blanche après la bataille de Viipuri (fi).
Dans les années 1920, Heikki Aho poursuit ses études à Dresde en Allemagne, où il obtient un Master of Science.
Pendant son séjour en Allemagne, il rencontre sa future épouse, Dinah Selkina, d'origine lituanienne.
Ils se marient en 1923 et ont une fille, Claire Aho, qui devient photographe en Finlande et en Suède.
Heikki Aho est décédé à Helsinki le 27 avril 1961.

## Œuvre
Heikki Aho et son frère Björn Soldan sont considérés comme les pionniers du film documentaire finlandais.
Leur société Aho & Soldan, fondée en 1924, a produit plus de 400 documentaires. Également photographes, Heikki Aho et Björn Soldan ont marqué l'histoire artistique de la Finlande, tout autant qu'ils ont documenté l'histoire et le développement de leur pays.
Expressionniste, dans la lignée de l'avant-garde européenne de l'époque, leur œuvre est aujourd'hui saluée dans le monde entier. Dix photographies d'Aho & Soldan font depuis 2013 partie du fonds permanent du Centre Pompidou.

## Reconnaissance
Éclats, cent ans d'histoire d'une famille (Lastuja – Taiteilijasuvun vuosisata), documentaire réalisé en 2011 par Peter von Bagh, relate l'histoire de le famille Aho d'artistes.
Le prix Aho & Soldan pour l'œuvre d'une vie est nommé en mémoire des deux frères.